# Leuciscus phalacrocorax
Leuciscus phalacrocorax és una espècie de peix cipriniforme de la família dels ciprínids.